# Nisida
Nisida – włoska wyspa wulkaniczna na Morzu Tyrreńskim w Zatoce Neapolitańskiej, należy do archipelagu Wysp Flegrejskich.
Wyspa jest połączona z lądem kamiennym mostem. W XIX wieku znajdowało się na niej więzienie, które w 1851 zwiedził William Ewart Gladstone, który opisał swoje wrażenia z pobytu w Two Letters to the Earl of Aberdeen on the State Prosecutions of the Neapolitan Government. Obecnie jest na wyspie więzienie dla małoletnich.